# Славік Юрій Олександрович
Юрій Олександрович Славік (нар. 6 травня 1989, Ужгород, УРСР) — український футболіст, воротар.

## Життєпис
Народився в Ужгороді. У ДЮФЛУ виступав за місцеві СДЮСШОР та ДЮСШ-1. Напередодні старту сезону 2005/06 років перейшов до «Закарпаття». У футболці ужгородського клубу дебютував 25 травня 2007 року в переможному (3:1) домашньому поєдинку Першої ліги України проти київського ЦСКА, в якому вийшов на поле на останні хвилини. 16 липня 2007 року відіграв усі 90 хвилині у програному (2:5) виїзному поєдинку Першої ліги проти чернігівської «Десни». Після цього грав у складі закарпатців лише за молодіжну команду. З 2011 по 2014 рік виступав у чемпіонаті Закарпатської області за «Метеор» (Пістрялово), «Поляна» та «Середнє».
Навесні 2015 року виїхав до Словаччини, де грав за «Футуру». У перерві між виступами грав в чемпіонаті Закарпатської області за «Дийду». У 2017 році нетривалий проміжок часу захищав кольори угорського нижчолігового колективу «Кьольче» з однойменного населеного пункту. З 2017 по 2019 рік виступав у чемпіонаті Закарпатської області за «Дийду», «Севлюш» та «Ужгород». З серпня 2019 по серпень 2020 року знову виступав у Словаччині, за нижчоліговий «Татаран» (Замутов). З 2020 по 2021 рік грав за «Вільхівці» у чемпіонаті Закарпатської області. У сезоні 2021/22 років тренувався з «Ужгородом», 17 разів потрапляв до заявки першої команди на поєдинки Першої ліги України, але в жодному з них на поле не виходив. З 2022 по 2023 рік виступав за «Медею» (Оріхівці) у чемпіонаті Закарпатської області з футболу, а в 2024 році грав за вище вказаний колектив вже в футзальному чемпіонаті області.